# Almudena Grandes
Almudena Grandes Hernández (Madrid, 7 de maio de 1960 - 27 de novembro de 2021) foi uma escritora espanhola.

## Biografia
Estudou Geografia e Historia na Universidade Complutense de Madrid. Foi casada com o poeta Luis García Montero. Em 1989 ganhou o prêmio La Sonrisa Vertical pela novela erótica Las edades de Lulú, que está traduzida em várias línguas. O realizador Bigas Luna fez um filme homônimo baseado nesta novela. Vários outras obras foram adaptadas ao cinema como Malena es un nombre de tango pelo realizador Gerardo Herrero e o conto El lenguaje de los balcones adaptado por Juan Vicente Córdoba no filme Aunque tú no lo sepas.
Os seus livros descrevem sobretudo a sociedade espanhola na época posterior à ditadura franquista, i.e. desde 1975 até à atualidade, com enorme realismo e intensa introspeção psicológica.
Hernández morreu em 27 de novembro de 2021 em Madrid, aos 61 anos de idade, devido a um câncer.

## Livros

### Romances
- Episodios de una guerra interminable
- As idades de Lulú - no original Las edades de Lulú (Tusquets, 1989).
- Te llamaré Viernes Tusquets, 1991.
- Malena é um nome de tango - no original Malena es un nombre de tango Tusquets, 1994.
- Atlas de Geografia Humana - no original Atlas de geografía humana Tusquets, 1998.
- Os ares difíceis - no original Los aires difíciles Tusquets, 2002.
- Castelos de Cartão - no original Castillos de cartón Tusquets, 2004.
- El corazón helado Tusquets, 2007.
- Los pacientes del doctor García 2017.

### Coleções de contos
- Sete Mulheres - no original Modelos de mujer (Tusquets, 1996).
- Mercados de Barceló, 2003.
- Estaciones de paso (Tusquets, 2005).